# 轮状平瓣蜗牛
轮状平瓣蜗牛（学名：Platypetasus trochomorpha）为巴蜗牛科平瓣蜗牛属的动物，是中国的特有物种。分布于四川等地，生活环境为陆地，常见于山区丘陵地带灌木草丛中、落叶石块下、多腐殖质处以及农田附近的杂草丛中。